# Vizum za prihodnost
Vizum za prihodnost (izvirni bosanski naslov: Viza za budućnost) je bosanska humoristična nanizanka, ki je bila na sporedu od 22. septembra 2002 do 17. aprila 2008. Vse skupaj je bilo predvajanih 206 epizod. Ova nanizanka je med predvajanjem zabeležila odlično gledanost.
Serija je bila od 2005 velikokrat predvajana v Sloveniji na TV SLO 2.

## Vsebina
V stanovanju srbske družine Golijanin, ki je med vojno pribežala na Norveško, živi bošnjaška družina Husika, ki ji je bilo v vojni uničeno stanovanje. Drama nastane, ko se družina Golijanin zaradi nostalgije vrne v Sarajevo in namerava živeti v svojem stanovanju. Družina Husika, ki jo vodijo močna ženska Alma, njen vedno zatirani mož Suad, njuni trije otroci in Almina mama Mubera, ne želijo zapustiti stanovanja, dokler ne dobijo novega, in ne nameravajo pustiti Golijani v stanovanje. Vendar Milan in Danica, torej Golijanini, kategorično ne želita odstopiti in vse skupaj se konča na sodišču. 
Na dan deložacije družine Husika pride sodna odločba, da morata družini živeti skupaj. Kljub nenehnim prepirom, bosta ti dve družini postali dobri prijatelji.

## Igralci
| Igralec                | Lik                         |
| ---------------------- | --------------------------- |
| Nada Đurevska          | Mubera Polovina             |
| Ljubiša Samardžić      | Milan Golijanin             |
| Jasna Diklić           | Danica Golijanin            |
| Admir Glamočak         | Suad Husika                 |
| Meliha Fakić           | Alma Husika                 |
| Mirvad Kurić           | Rifat Polovina - Rile       |
| Zoran Bečić            | Oskar Prohaska              |
| Emina Muftić           | Sena Zvrk                   |
| Izudin Bajrović        | Miro Zvrk                   |
| Enis Bešlagić          | Zela                        |
| Amra Kapidžić          | Belma Husika                |
| Dženita Imamović       | Hedija                      |
| Boro Stjepanović       | Aleksandar Jović            |
| Tanja Bošković         | Sofija Jović                |
| Ermin Sijamija         | Sabahudin Kreljo - Saša     |
| Sanja Burić            | Dijana                      |
| Drago Buka             | Nero                        |
| Žan Marolt             | Hrvoje Uskok                |
| Boris Dvornik          | Vinko Uskok                 |
| Nermin Omić            | Sejo                        |
| Faketa Salihbegović    | Zlata                       |
| Maja Ibrahimpašić      | Nejra Husika                |
| Lejla Zvizdić          | Merima Husika               |
| Rade Čolović           | Soko Sivi                   |
| Narcis Babić           | Žuti                        |
| Mario Drmać            | Nenad Golijanin - Nešo      |
| Robert Krajinović      | francoski častnik SFOR-a    |
| Mediha Musliović       | Ranka                       |
| Rijad Ljutović         | Tonči                       |
| Ksenija Jovanović      | Olivera                     |
| Nela Đenisijević       | Lejla                       |
| Miraj Grbić            | odvetnik Spasić             |
| Emir Hadžihafizbegović | Nadir Hadžić                |
| Sanda Krgo             | Sanja                       |
| Vedrana Seksan         | Inšpektorica Jasmina Salčin |
| Željko Stjepanović     | Inšpektor Žiga              |
| Šerif Aljić            | Krezo                       |
| Nakib Abdagić          | Policist Petar Krstić       |